# Liste der denkmalgeschützten Objekte in Weinzierl am Walde
Die Liste der denkmalgeschützten Objekte in Weinzierl am Walde enthält die 9 denkmalgeschützten, unbeweglichen Objekte der niederösterreichischen Gemeinde Weinzierl am Walde im Bezirk Krems-Land.

## Denkmäler
| Foto |                 | Denkmal                                                                                 | Standort                                                    | Beschreibung | Metadaten |
| ---- | --------------- | --------------------------------------------------------------------------------------- | ----------------------------------------------------------- | --- | --- |
| ja   | Datei hochladen | Kath. Pfarrkirche hl. Johannes der Täufer und Friedhof HERIS-ID: 49808 Objekt-ID: 53966 | neben Sankt Johann 1 Standort KG: Großheinrichschlag        | Die Pfarrkirche hl. Johannes der Täufer in Großheinrichschlag hat ein barockisiertes, im Kern romanisches (?) Langhaus mit Lunettenfenstern, im Süden einen niedrigeren Anbau, daran anschließend eine zweigeschoßige Sakristei, einen spätgotischen Kapellenanbau mit kleinem Dreipassfenster im Norden, einen stark überhöhten spätgotischen Chor von 1487 und vor der Westfront einen mächtigen mittelalterlichen Turm mit wuchtigem, barockem Zwiebelhelm. Der Chor verfügt über wuchtige, zweifach abgetreppte Strebepfeiler und zweibahnige Spitzbogenfenster mit Fischblasen- und Vierpassmaßwerk. An der Kirche sind zahlreiche Inschriftenplatten aus dem 19. Jahrhundert zu sehen. Vor dem Eingang befindet sich der Rest eines mittelalterlichen Grabsteins mit Ritkreuz. | BDA-Hist.: Q38036235 Status: § 2a Stand der BDA-Liste: 2025-06-30 Name: Kath. Pfarrkirche hl. Johannes der Täufer und Friedhof GstNr.: .42, 477 Pfarrkirche Großheinrichschlag |
| ja   | Datei hochladen | Pfarrhof HERIS-ID: 49807 Objekt-ID: 53965                                               | Sankt Johann 1 Standort KG: Großheinrichschlag              | Der Pfarrhof neben der Kirche von Großheinrichschlag – ein zweigeschoßiger Bau mit Schopfwalmdach – verfügt über einen Baukern aus dem späten 16. Jahrhundert und wurde im 18. Jahrhundert in seine heutige Form gebracht. Über dem gebänderten Sockel ist eine lisenengegliederte Fassade zu sehen, deren Fenster mit Schabrackendekor ausgestattet sind. Der Innenraum ist im Erdgeschoß durch eine Stichkappentonne gewölbt. Im Obergeschoß gibt es einen Saal mit Spiegelgewölbe und Bandlwerkstuck aus dem zweiten Viertel des 18. Jahrhunderts. | BDA-Hist.: Q38036223 Status: § 2a Stand der BDA-Liste: 2025-06-30 Name: Pfarrhof GstNr.: .40                                                                                   |
| ja   | Datei hochladen | Burgruine Himberg HERIS-ID: 34066 Objekt-ID: 31978                                      | Himberg 26, 27, 28 Standort KG: Himberg                     | Die Ruine im Norden über Himberg ist ein ehemaliges Schloss, das um 1400 erstmals urkundlich erwähnt wurde. Im 17. Jahrhundert ist eine Kapelle nachgewiesen. Im späten 18. Jahrhundert ging es als Meierhof zu Oberanna. Um 1900 wurde der Bau demontiert. Sein Portal ist am Schüttkasten des Schlosses Els in Sekundärverwendung. Die Außenmauern eines zum Teil erhaltenen, ehemals zweigeschoßigen Gebäudes aus dem 16. Jahrhundert, das durch ein Schopfwalmdach gedeckt war, bestehen aus Mischmauerwerk mit Bruchstein und Ziegeln. Außerdem sind Reste eines Wallgrabens erhalten. | BDA-Hist.: Q37955931 Status: Bescheid Stand der BDA-Liste: 2025-06-30 Name: Burgruine Himberg GstNr.: 140, 137/1, .17, 153/6, 153/5 Burgruine Himberg                          |
| ja   | Datei hochladen | Ortskapelle hl. Maria HERIS-ID: 50327 Objekt-ID: 55176                                  | gegenüber Nöhagen 16 Standort KG: Nöhagen                   | Die 1913 errichtete Ortskapelle hl. Maria in Nöhagen ist ein schlichter tonnengewölbter Rechteckbau mit Rundapsis und vorgestelltem Fassadenturm. Sie beherbergt eine Figur der Maria mit Kind aus dem 19. Jahrhundert. | BDA-Hist.: Q38039432 Status: § 2a Stand der BDA-Liste: 2025-06-30 Name: Ortskapelle hl. Maria GstNr.: .2 Ortskapelle hl. Maria, Nöhagen                                        |
| ja   | Datei hochladen | Burg Hartenstein HERIS-ID: 78215 Objekt-ID: 91872                                       | Nöhagen 59 Standort KG: Nöhagen                             | Burg Hartenstein ist eine weitläufige Anlage, die im 12. bis 15. Jahrhundert errichtet wurde. | BDA-Hist.: Q1012210 Status: Bescheid Stand der BDA-Liste: 2025-06-30 Name: Burg Hartenstein GstNr.: .62/1, .62/2 Burg Hartenstein (Niederösterreich)                           |
| ja   | Datei hochladen | Bildstock HERIS-ID: 34681 Objekt-ID: 33035                                              | Nöhagen 65 (Wohnhaus), bei Standort KG: Nöhagen             | Südlich von Nöhagen befindet sich ein Nischenbildstock, der im Giebel mit 1820 bezeichnet ist. | BDA-Hist.: Q37959555 Status: § 2a Stand der BDA-Liste: 2025-06-30 Name: Bildstock GstNr.: 2136/3                                                                               |
| ja   | Datei hochladen | Ortskapelle Reichau HERIS-ID: 50461 Objekt-ID: 55467                                    | Reichau 8, neben Standort KG: Reichau                       | Die im Jahr 1908 als Kaiser-Franz-Joseph-Jubiläumskapelle errichtete Ortskapelle von Reichau ist ein schlichter Rechteckbau mit vorgestelltem Westturm und leicht eingezogenem, polygonalem Altarraum. Der Innenraum ist flach gedeckt und weist einen spitzbogigen Triumphbogen auf. Auf einer mit 1909 bezeichneten Glasmalerei sind die Heiligen Hubertus, Hermengildis, Otto und Barbara sowie das Herz Mariä und Jesu abgebildet. Der Altar stammt aus der Bauzeit, Tabernakel und Putten aus dem 18. Jahrhundert. | BDA-Hist.: Q38040248 Status: § 2a Stand der BDA-Liste: 2025-06-30 Name: Ortskapelle Reichau GstNr.: .27                                                                        |
| ja   | Datei hochladen | Kath. Pfarrkirche hl. Josef HERIS-ID: 50804 Objekt-ID: 56181                            | neben Weinzierl am Walde 45 Standort KG: Weinzierl am Walde | Die Pfarrkirche hl. Josef in Weinzierl am Walde ist ein schlichter josephinischer Saalbau von 1788 mit eingezogenem, segmentbogig geschlossenem Chor und vorgestelltem, dreigeschoßigen Westturm von 1866. | BDA-Hist.: Q38042274 Status: § 2a Stand der BDA-Liste: 2025-06-30 Name: Kath. Pfarrkirche hl. Josef GstNr.: .35 Pfarrkirche Weinzierl am Walde                                 |
| ja   | Datei hochladen | Pfarrhof HERIS-ID: 50803 Objekt-ID: 56180                                               | Weinzierl am Walde 30 Standort KG: Weinzierl am Walde       | Der Pfarrhof neben der Kirche von Weinzierl am Walde ist ein eingeschoßiger Bau mit Schopfwalmdach, Lisenengliederung und Fensterkörben aus dem letzten Viertel des 18. Jahrhunderts. Der Innenraum verfügt über Flachdecken mit Putzschnittspiegeln. | BDA-Hist.: Q38042264 Status: § 2a Stand der BDA-Liste: 2025-06-30 Name: Pfarrhof GstNr.: .1                                                                                    |